# Nazionalismo religioso
Il nazionalismo religioso consiste nel legame del nazionalismo con un particolare credo religioso, dogma, o affiliazione. Questa relazione può essere suddiviso in due aspetti: la politicizzazione della religione e l'influenza della religione sulla politica.

## Storia

### Età moderna
La correlazione tra nazionalità e credo religioso risale alla Pace di Westfalia (1648), in particolare a seguito della norma del cuius regio eius religio per cui i sudditi devono seguire la religione del regnante locale.

### Età contemporanea
Durante le guerre jugoslave, lo scontro tra i tre popoli diventa anche nazional-religioso: non vi è solo la pulizia etnica, ma anche la distruzione dei simboli religiosi della popolazione avversa (cattolici per i croati, ortodossi per i serbi e islamici per i bosniaci).

### Dopo l'11 settembre
Il nazionalismo religioso rinasce in Europa in seguito alla crisi degli Stati nazionali, dovuta alla globalizzazione ed alla conseguente migrazione di persone provenienti da culture e società differenti.
Per un nazionalista religioso, il proprio paese non è solo la terra dei padri, ma è anche depositario di un'unica eredità spirituale e religiosa che ha alimentato le virtù civiche e morali popolari. 
L'esplicita rivendicazione della difesa della civiltà cristiana europea minacciata dall'invasore musulmano, da parte di alcuni gruppi politici, è una diretta conseguenza di questa ideologia.

## Partiti e movimenti

### Nazionalismo cristiano

#### Italia
Lega Nord, partito divenuto negli ultimi anni nazionalista e che ha assunto posizioni vicine all'area cattolica, in tema di unioni civili e famiglia, opponendosi alla costruzione di nuove moschee.
La Lega ha inoltre proposto di inserire un riferimento alla tradizione giudaico-cristiana,  nella Costituzione, in quanto suo fondamento civile e spirituale dell'Italia.
Fratelli d’Italia, partito nazional-conservatore, si propone come difesa di Dio, Patria e Famiglia e si dichiara contrario all’islamizzazione dell’Europa essendo, a suo giudizio, di bimillenaria tradizione cristiana, e propone l’introduzione del reato di integralismo islamico e il divieto dei veli delle donne musulmane come burqa e niqab.
Le medesime caratteristiche di nazionalismo religioso, vengono riprese ed esaltate da partiti di estrema destra. Il partito Forza Nuova, di area neofascista, sostiene l'unione del nazionalismo italiano con il tradizionalismo cattolico (Dio, Patria e Famiglia) contro la presunta distruzione d'Italia ad opera della massoneria e del giudaismo internazionale
Forza Nuova chiede di ripristinare il concordato del 1929, il che comporterebbe la reistituzione del cattolicesimo come religione di Stato.

#### Stati Uniti d'America
Il nazionalismo cristiano è una componente importante del Trumpismo repubblicano.

### Nazionalismo ebraico
Israele
- La Casa Ebraica[13]

### Nazionalismo islamico
Palestina
- Hamas[1]
- Hezbollah

Arabia Saudita
- l'islamismo Wahhabita è anch'esso un tipo di nazionalismo.[1]

Iran
- nel paese l'islam sciita è diventato nazionalismo sciita dopo la Rivoluzione del 1979.[1]

### Nazionalismo induista
India
- in India l'Hindu Mahasabha[14] i cui membri rivendicano l'India agli Indù. Tra gli esponenti del movimento vi è stato anche Nathuram Godse assassino del Mahatma Gandhi.